# UKS 1
UKS 1 (również UKS 1751-24.1) – gromada kulista znajdująca się w konstelacji Strzelca w odległości około 52 000 lat świetlnych od Ziemi. Została odkryta w 1980 roku przez Malkana, Kleinmanna i Apta. Gromada jest średnio bogata w metale.

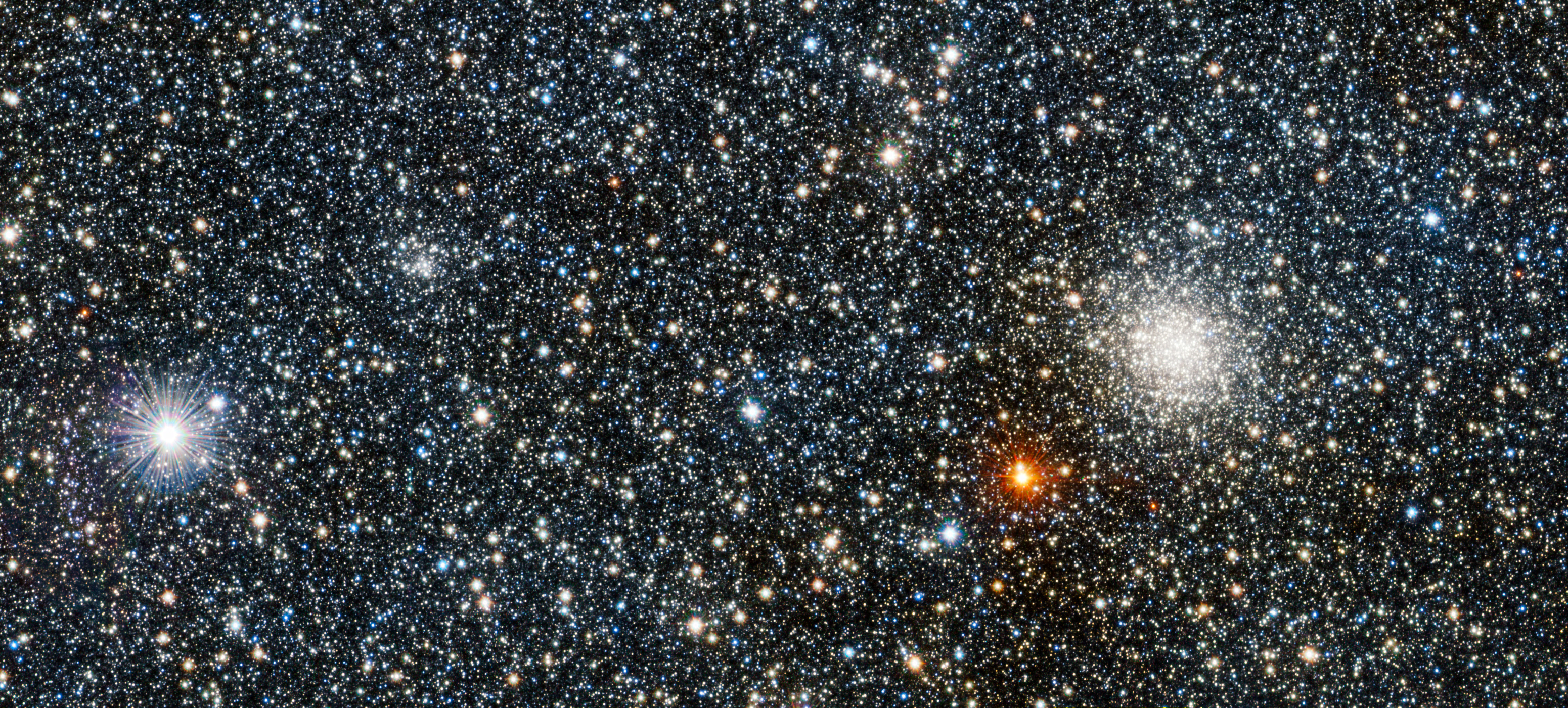
Gromady VVV CL001 (z lewej powyżej środka) i UKS 1 (z prawej) w podczerwieni (ESO)

UKS 1 leży w odległości zaledwie 8' od gromady VVV CL001, czyli poniżej 40 parseków, zakładając, że znajdują się w podobnej odległości od Ziemi. Być może stanowią one gromadę podwójną, jednak pewności nie ma, ze względu na to, że odległość do VVV CL001 na razie nie jest dokładnie znana.